# Ricordi (Mauro Nardi)
Ricordi è il secondo album in studio del cantante italiano Mauro Nardi, pubblicato nel 1980 dalla Zeus.

## Tracce
1. Ricordi – 4:01 (D'Angelo - Russo)
2. Quanno a ciuccia nun vo vevere – 2:08 (Langella - Paudice - D'Angelo)
3. Serenata e nu carcerato – 4:30 (Langella - Visco)
4. Mo songh'io – 3:41 (Nino D'Angelo)
5. Tu nun cunusce ammore – 2:21 (Marotta - D'Angelo)
6. Tu si da mia – 3:07 (Marotta - D'Angelo)
7. Illusioni – 3:15 (D'Angelo - Russo)
8. Napulitano mio – 3:50 (Robustelli - D'Angelo)
9. E' inutile – 3:55 (Marotta - D'Angelo)
10. Nu poco 'e bene – 4:08 (Gallo - D'Angelo)
11. Definitivamente – 4:48 (Robustelli - D'Angelo)